# Абакумов, Дмитрий Филиппович
Дми́трий Фили́ппович Абаку́мов (1915, Боготол, Томская губерния — 26 декабря 1977, Боготол, Красноярский край) — машинист паровозного депо, Герой Социалистического Труда (1959).

## Биография
Родился в 1915 году в городе Боготол, что находится в нынешнем Красноярском крае. В 15-летнем возрасте работал подсобным рабочим в Боготольских мастерских по ремонту паровозов. В 1933 году окончил Школу фабрично-заводского обучения, где получил специальность слесаря по ремонту паровозов. В 1934 году был послан на курсы, окончив которые, работал помощником машиниста паровоза вплоть до призыва в армию. С 1937 года по 1939 год проходил службу в армии. После окончания службы вернулся в депо станции Боготол и прошёл обучение на курсах машинистов паровоза, которые окончил уже после начала войны. В годы Великой Отечественной войны водил составы на Красноярской железной дороге без смены от места назначения до линии фронта. После окончания войны продолжил работать машинистом паровоза. Его технико-экономические показатели были лучшими на Красноярской железной дороге. На пенсию ушёл в 1970 году, до этого работал машинистом электровоза. Умер 26 декабря 1977 года.

## Награды и почётные звания
- Герой Социалистического Труда (01.08.1959);
- Орден Ленина (01.08.1959);
- Медаль «За трудовую доблесть» (03.05.1951);
- Медаль «За трудовую доблесть» (01.08.1957);
- Почётный железнодорожник.

## Память
Именем Дмитрия Абакумова назван электровоз паровозного депо Боготол.